# Cassida prasina
Cassida prasina es un coleóptero de la familia Chrysomelidae.
Fue descrita científicamente en 1798 por Illiger.